# دار هداش (صباح)

تعديل مصدري - تعديل

دار هداش هي إحدى قرى عزلة صباح بمديرية صباح التابعة لمحافظة البيضاء، بلغ تعداد سكانها 327 نسمة حسب تعداد اليمن لعام 2004.